# Kostel svatého Gotharda (Český Brod)
Kostel svatého Gotharda je římskokatolický chrám na náměstí Arnošta z Pardubic ve městě Český Brod v okrese Kolín. Od roku 1958 je spolu se zvonicí stojící v jeho sousedství chráněn jako kulturní památka. Kostel s raně středověkým jádrem a gotickým presbytářem byl radikálně zbarokizován v letech 1765–1772 Janem Josefem Wirchem. Je stále využíván pro bohoslužebné účely. Kostel a zvonice jsou jednou z dominant města a od roku 1965 jsou památkově chráněny.

## Historie

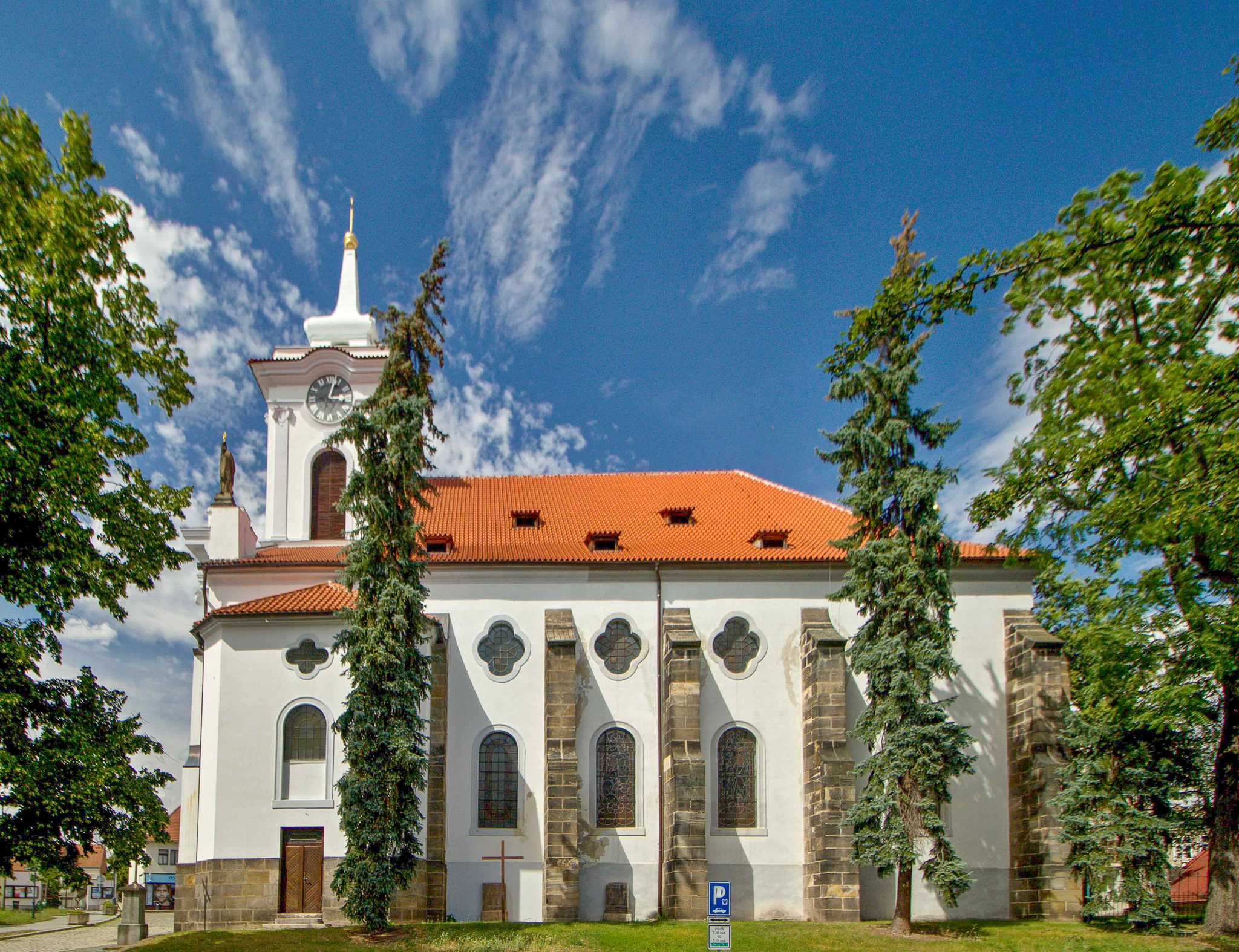
Boční pohled

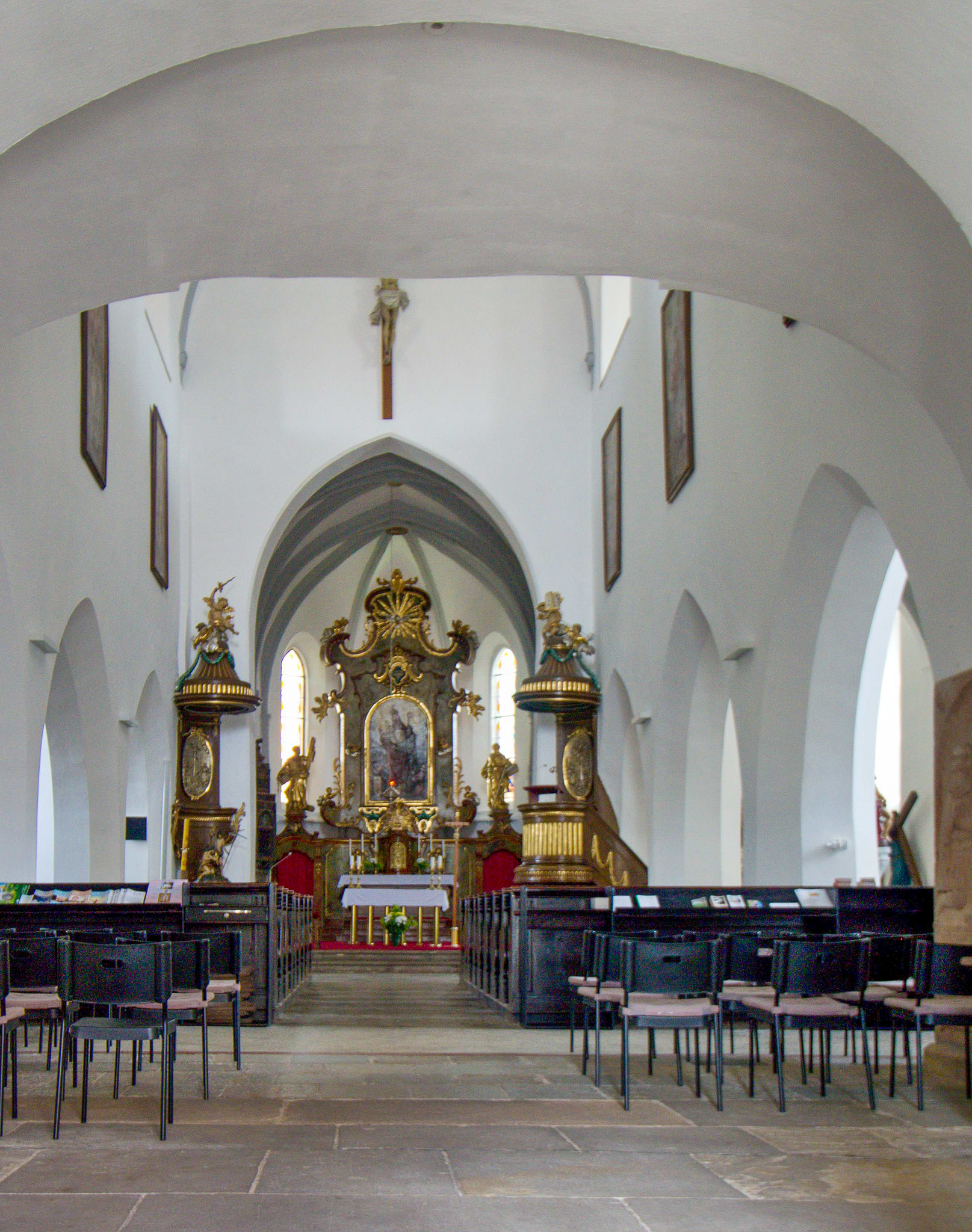
Interiér kostela

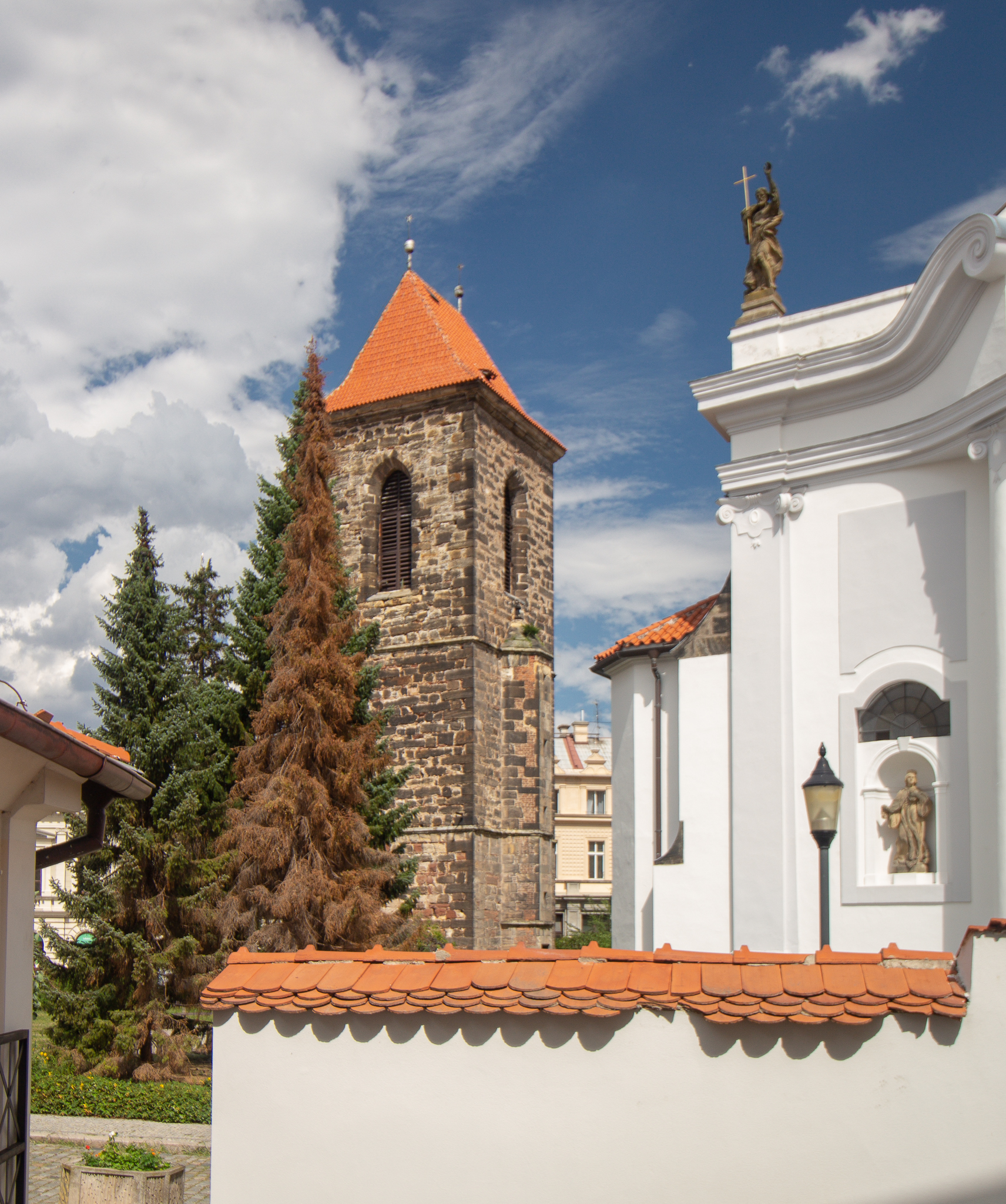
Zvonice

Podobu kostela postupně poznamenaly všechny stavební slohy. Na místě dnešní stavby stál původně jednolodní románský kostelík z roku 1136. Z něj je dochováno zdivo z pískovcových kvádrů, tvořící nyní sakristii.
Stavba nového kostela byla zahájena kolem roku 1350 na popud arcibiskupa Arnošta z Pardubic a podílela se na ní tehdejší dvorská arrasovská stavební huť. K původnímu kostelíku byl nejprve přistavěn pětiboký presbytář, poté následovala stavba bazilikálního trojlodí. Na konci 14. století za arcibiskupa Olbrama III. ze Škvorce bylo vybudováno západní průčelí se dvěma věžemi. V roce 1421 při obléhání města kostel vypálili husité, přitom zahynulo asi 200 lidí hledajících v kostele ochranu. V roce 1457 byl kostel opraven, ale v roce 1512 znovu vyhořel a byl pak opraven ve stylu pozdní gotiky.
V roce 1613 následovaly další, tentokrát pozdně renesanční úpravy. Boční lodě kostela byly zvýšeny, celé trojlodí a sakristie byly nově zaklenuty lunetovými klenbami. Přestavba ale ještě zachovala původní dvouvěžové průčelí. Do charakteru gotické baziliky výrazně zasáhla až barokní přestavba, kterou v letech 1765–1776 provedl Jan Josef Wirch. Stavba se sice pro nedostatek prostředků protahovala, ale postupně byly původní gotické věže sníženy na úroveň lodi a průčelí bylo překryto novým průčelím s jednou středovou věží.
V pozdějších letech prošel kostel opravou v roce 1880, ale stavební stav se postupně zhoršoval a v roce 1905 bylo rozhodnuto o celkové přestavbě. Architekt František Mikš navrhl radikální regotizaci celé stavby, to ale tehdejší Centrální komise pro zachování památek neschválila. Přepracovaný plán už původní charakter stavby neměnil a generální oprava kostela byla podle něj provedena v letech 1912–1913.
V dalších letech se uskutečnilo ještě několik větších oprav: v roce 1935, v letech 1992–1994, v roce 2000 (oprava horní část věže), v roce 2004 (oprava presbytáře, kamenických prvků a vitráží), v roce 2007 (restaurování interiéru presbytáře) a v letech 2011–2012 (oprava vnějších fasád).

#### Zvonice
Starší, rovněž vedle kostela volně stojící zvonice byla zničena při vypálení kostela sv. Gotharda husity v roce 1421. V letech 1578–1585 českobrodský kamenický mistr Pavel postavil severně od kostela v rohu tehdejšího hřbitova novou renesanční zvonici s cibulovitou bání zakončenou lucernou. Ve 2. polovině 18. století byla báň odstraněna a místo ní byla věž zakryta nynější dlátkovou střechou. Po generální opravě v roce 2011 byla zvonice zpřístupněna.

## Popis
Orientovaná stavba o rozměrech asi 37×21,5 metru je zvenku členěná gotickými opěráky, boční stěny a západní průčelí s věží jsou omítnuté, presbytář na východní straně je z neomítnutého lomového zdiva. Průčelí je trojdílné, členěné jónskými sloupy a rozšířené přístavky se schodišti. V nikách po stranách hlavního vchodu jsou sochy sv. Ludmily (vlevo) a sv. Václava (vpravo), po stranách věže jsou sochy sv. Jana Křtitele a sv. Gotharda (všechny z roku 1913 od sochaře Štěpána Zálešáka).
Okna na severní i jižní straně byla při barokní přestavbě rozdělená na spodní, obloukovitě zakončenou část a čtyřlaločnou horní část.
U jižní vnější zdi kostela je rozlomený renesanční náhrobek z červeného mramoru z roku 1614.
Boční lodě interiéru jsou od hlavní lodě odděleny arkádami na osmibokých sloupech. Presbytář má křížovou žebrovou klenbu. Hlavní loď a podkruchtí jsou sklenuty renesanční lunetovou klenbou, jejíž žebra se sbíhají na původní gotické konzoly. V jižní boční lodi a v severním podvěží je dochovaná gotická křížová klenba. Obdélníková sakristie s renesanční hřebínkovou klenbou vznikla z původního románského kostela a v její stěně jsou zazděny portál na tribunu a románské okénko s pískovcovým ostěním.
Barokní kruchta, v jejímž vypouklém zábradlí jsou oválné otvory, je dostupná po schodišti severního přístavku průčelí.
Z vnitřního zařízení stojí za pozornost především rokokový hlavní oltář se sochami sv. Petra a Pavla, který v roce 1781 zhotovil František Ignác Platzer. Obrazy sv. Gotharda na hlavním oltáři a Bolestné Panny Marie na postranním oltáři v severní lodi jsou pozdější, oba z roku 1857 od Josefa Vojtěcha Hellicha.
Zpovědnici, kazatelnu a křtitelnici vytvořil v roce 1790 českobrodský řezbář Jan Mezdřický.
Zvonice je 40 metrů vysoká hranolová věž z pískovcových kvádrů s bosovanými nárožími, se stranami 8×8 metrů. V přízemí býval byt zvoníka, nad ním jsou dvě patra přístupná z točitého schodiště na jižní straně věže. Druhé patro, určené pro zvony, má do všech stran velká okna. Jediný zachovaný zvon „Marie“ z roku 1689 od náchodského zvonaře Jeremiáše Schrottera je vysoký 70 cm a váží 650 kg.